# Lijst van Luxemburgse kunstschilders

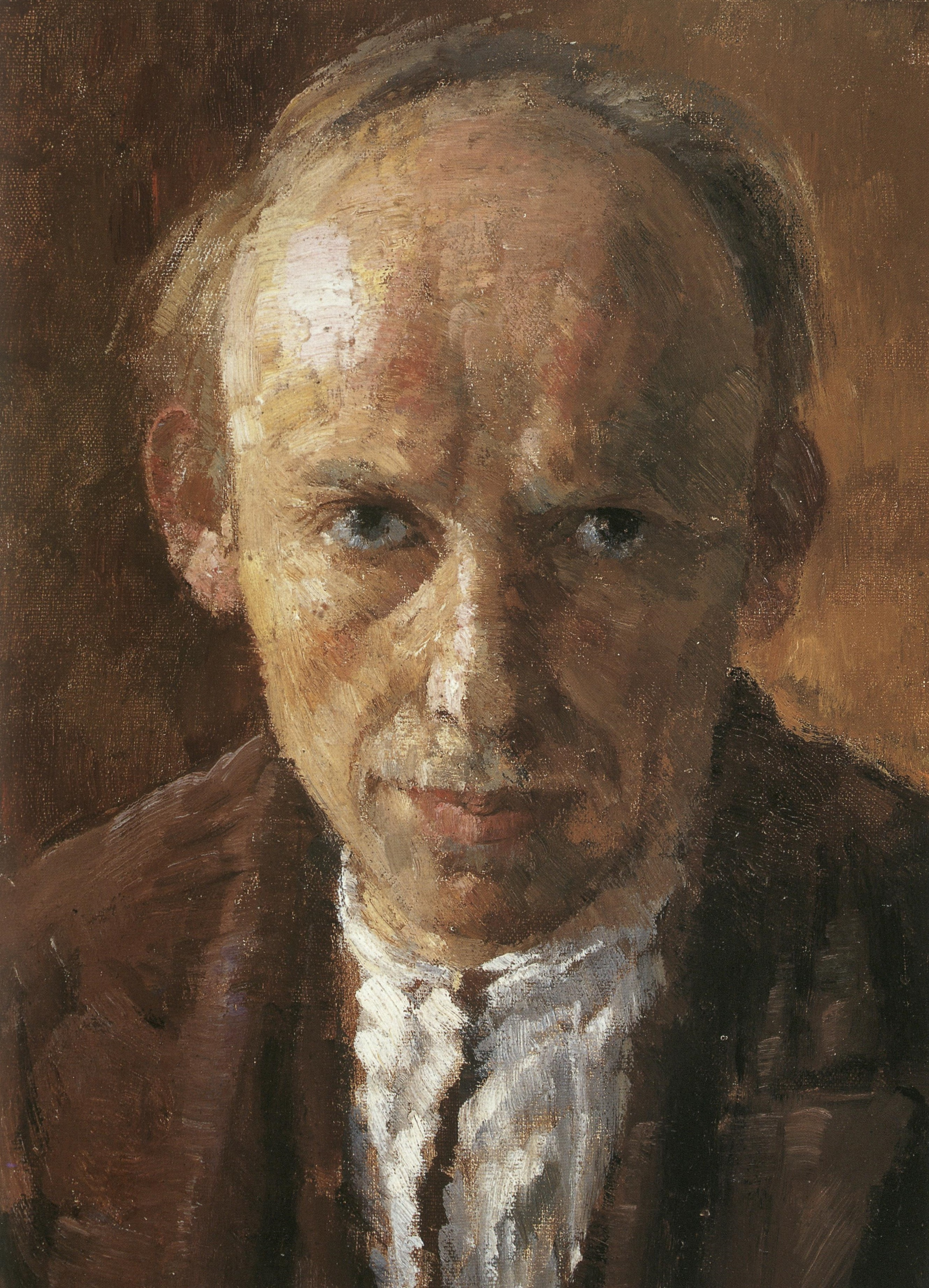
Jean-Pierre Beckius

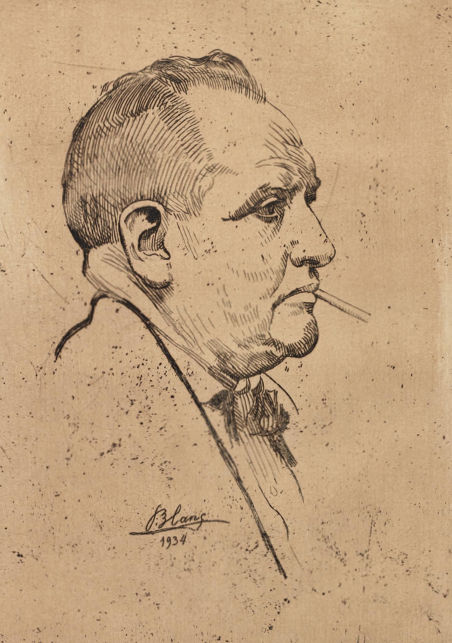
Jean Curot

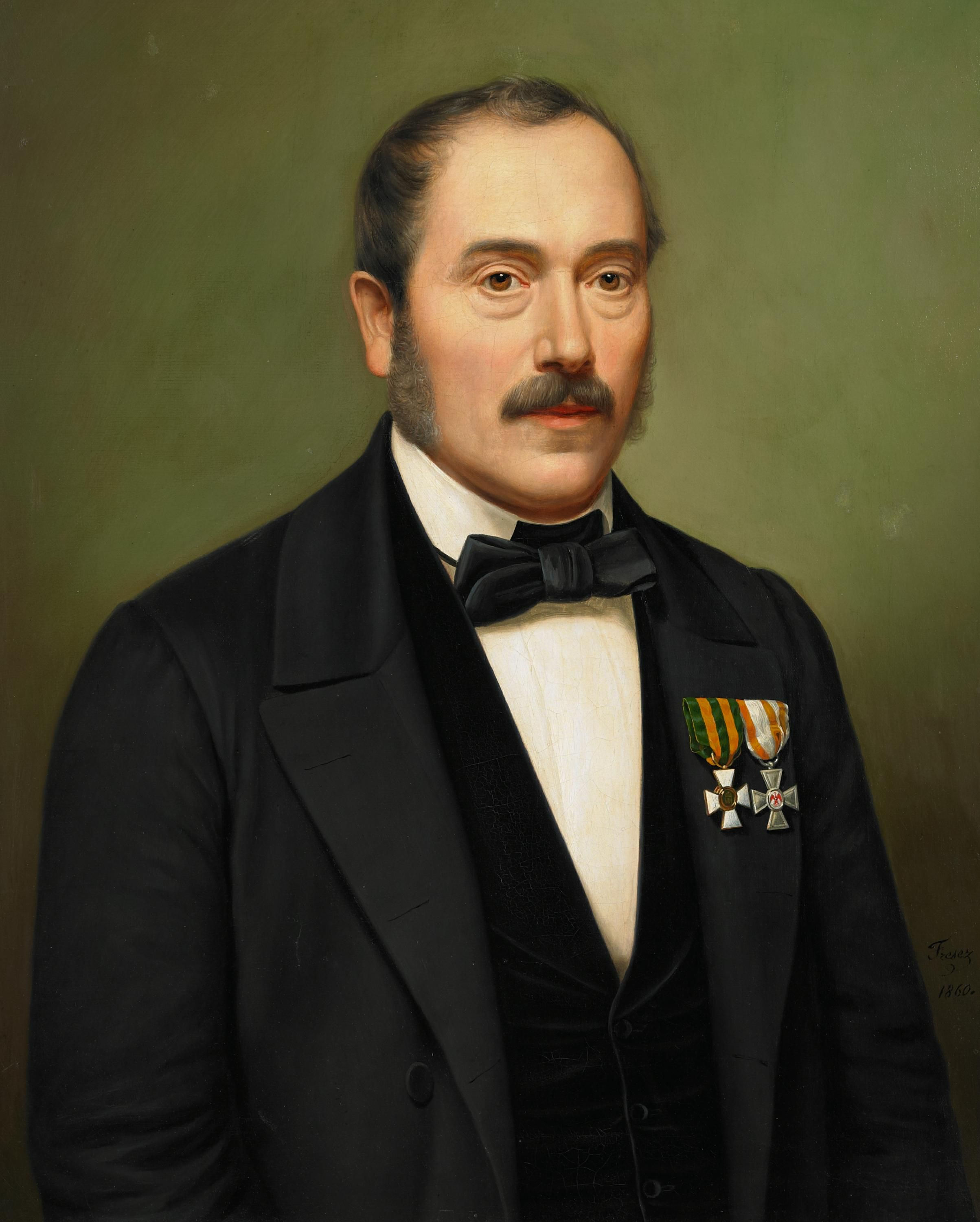
Jean-Baptiste Fresez

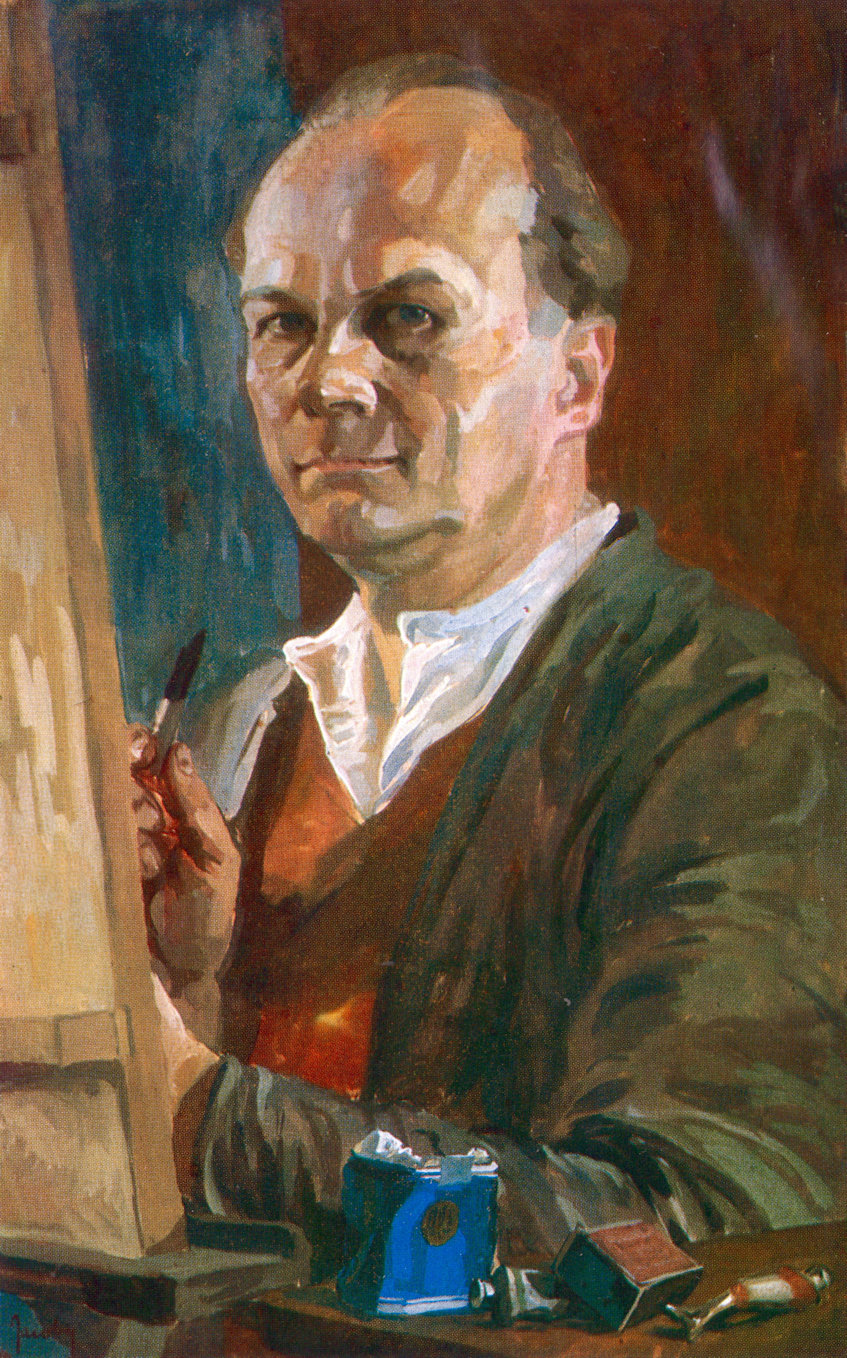
Jean Jacoby

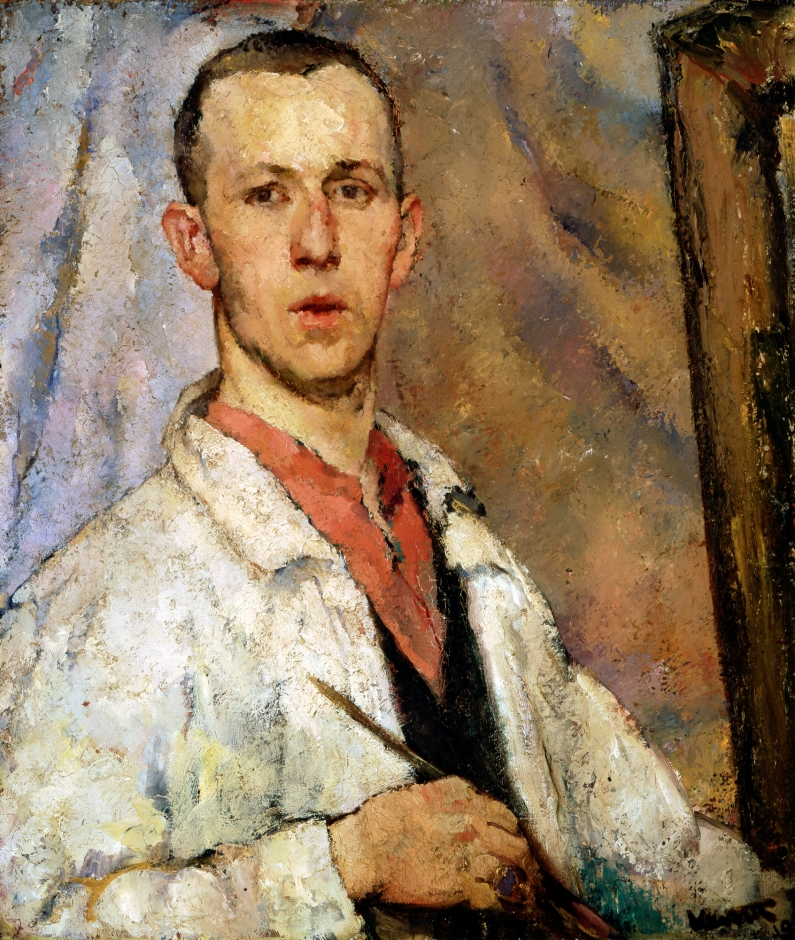
Joseph Kutter

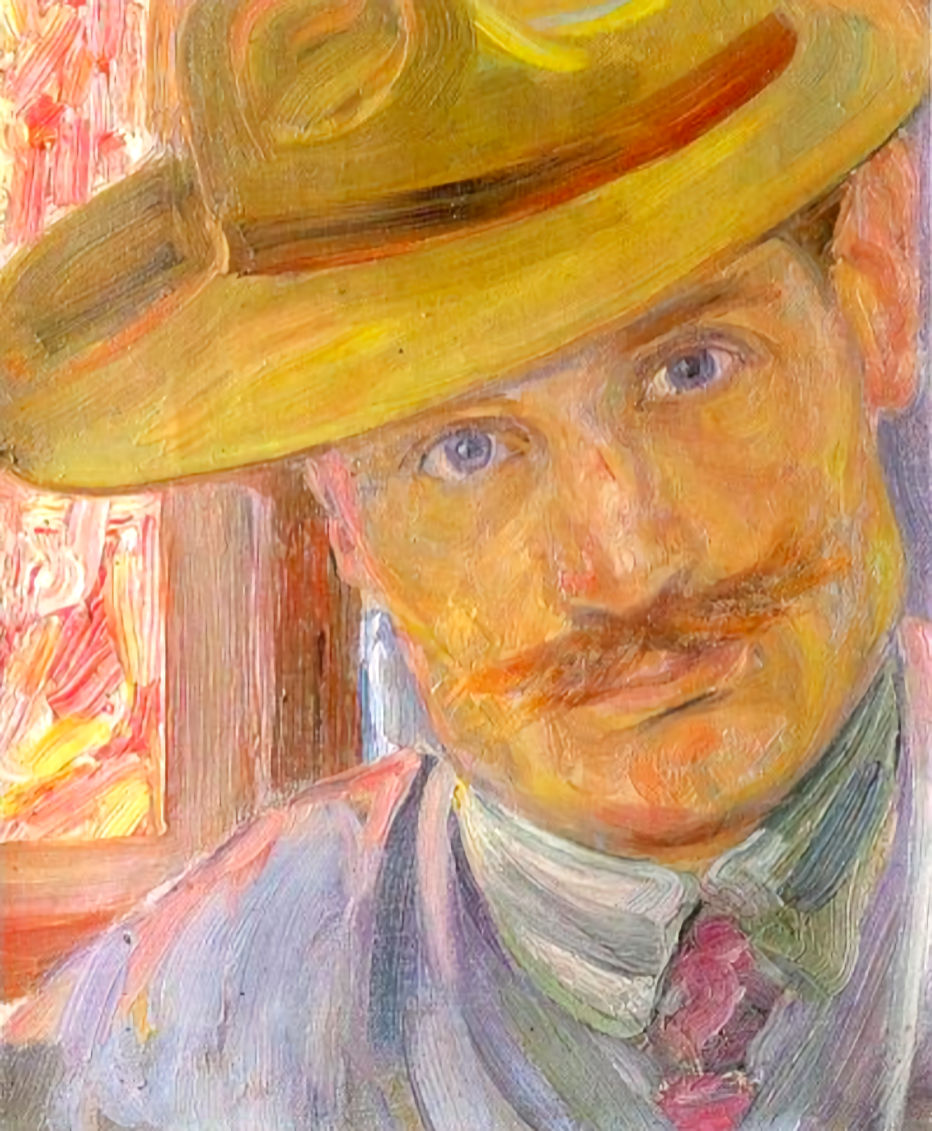
Dominique Lang

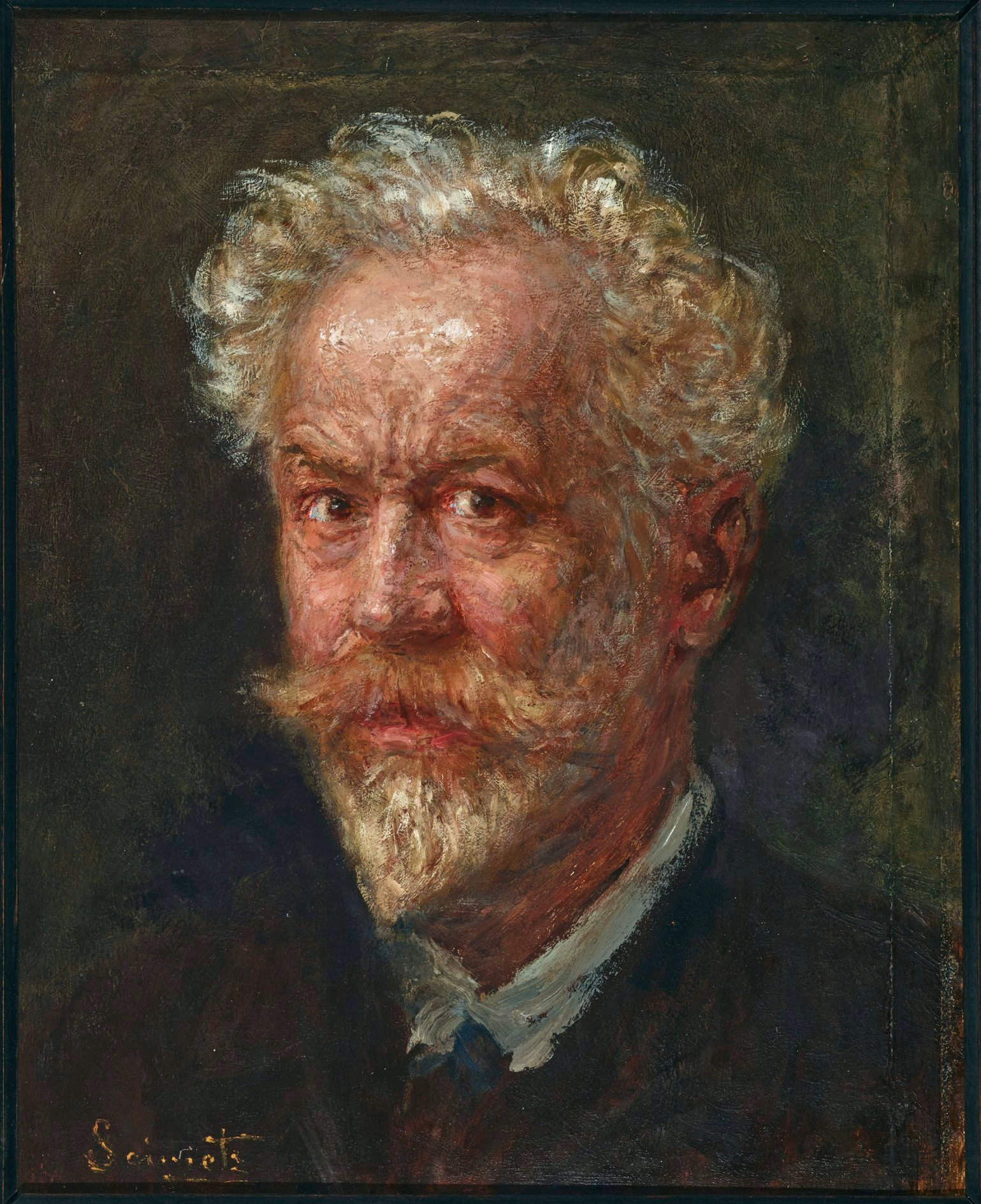
Frantz Seimetz

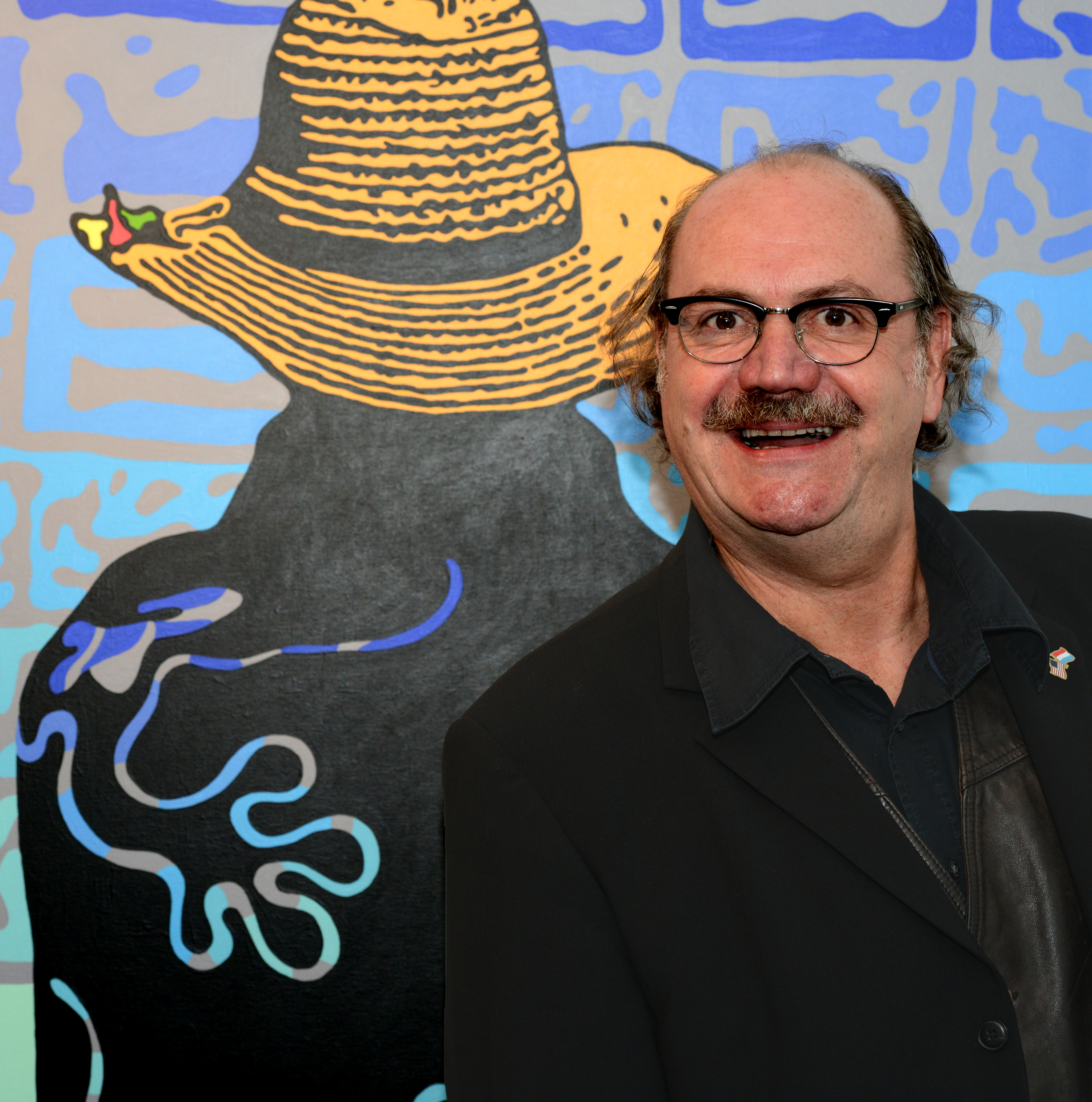
Armand Strainchamps

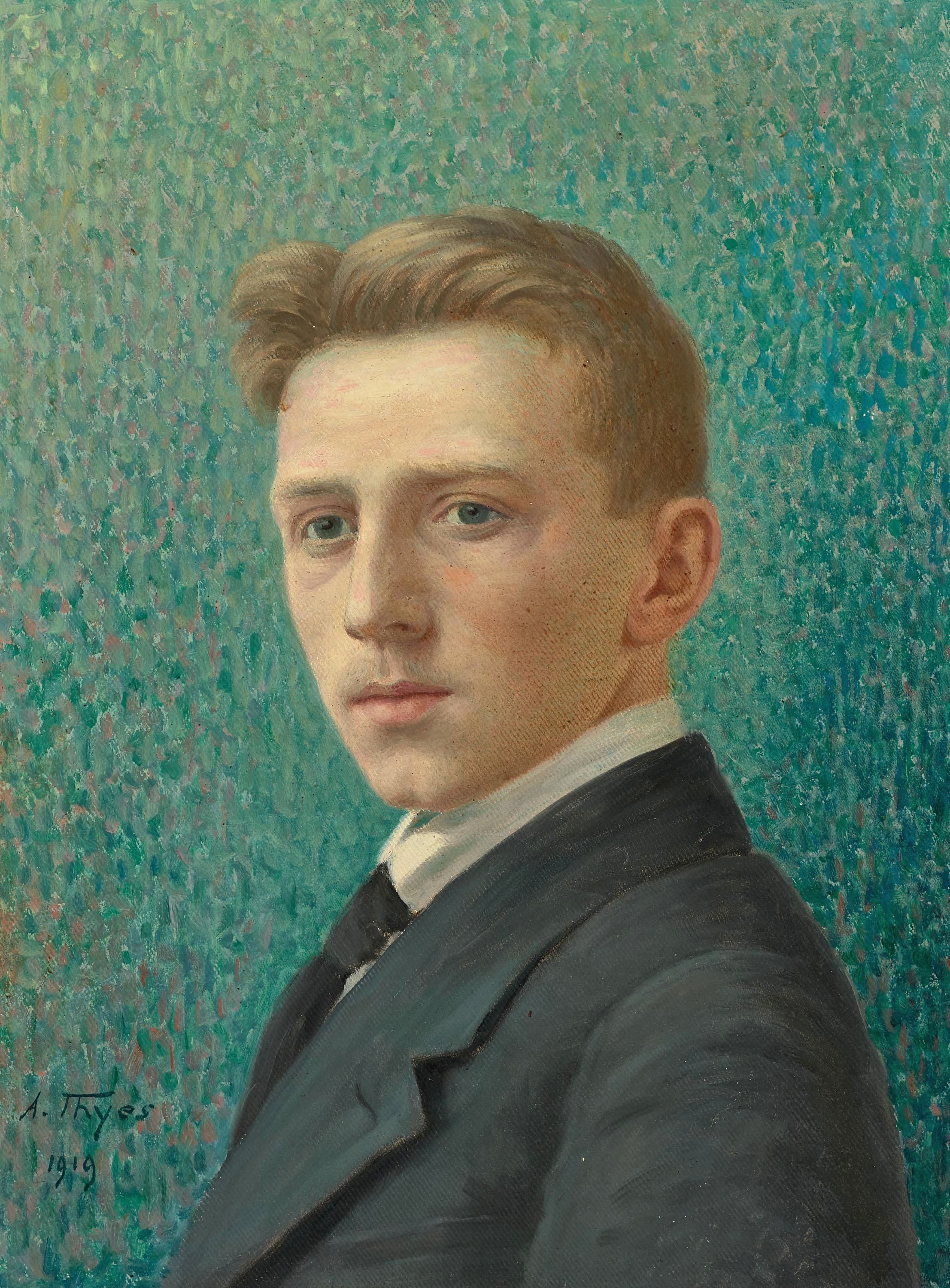
André Thyes

Dit is een lijst van Luxemburgse kunstschilders waarover een artikel in de Nederlandstalige Wikipedia staat.

## A
- Jean-Pierre Adam (1941-2014)
- Renée Arend (1937)
- Philippe Arnold (1913-1983)
- Many Arnold-Leurs (1920-2013)

## B
- Jean-Pierre Beckius (1899-1946)
- Triny Beckius (1942)
- Alphonse Beffort (1886-1966)
- Georgette Beljon (1916-2006)
- Pierre Berchem (1929-2013)
- Jean-Nicolas Bernard (1803-1866)
- Marc Bertemes (1977)
- Fernand Bertemes (1964)
- Roger Bertemes (1927-2006)
- Jean-Marie Biwer (1957)
- Pierre Blanc (1872-1946)
- Alo Bové (1906-1977)
- Pierre Brandebourg (1824-1878)
- Robert Brandy (1946)
- Lotty Braun-Breck (1924)
- Michel Breithoff (1923-1996)
- Berthe Brincour (1879-1947)
- Nicolas Brücher (1874-1957)

## C
- Jean-Pierre Calteux (1911-1983)
- Félix Corrent (1895-1968)
- Jean Curot (1882-1954)

## D
- Will Dahlem (1916-1986)
- Jacques Dasbourg (1879-1920)
- Martine Deny (1954)
- Adolphe Deville (1935-2002)
- Henri Dillenburg (1926-2020)
- Jacques Dollar (1926-2017)
- Roger Dornseiffer (1936)
- Pierre Droessaert (1923-1997)

## E
- Adolf Eberhard (1896-1941)
- Monique Elvinger (1923-2015)
- Charlotte Engels (1920-1993)
- Michel Engels (1851-1901)
- Victor Engels (1892-1962)

## F
- Willy Faber (1915-1999)
- Ida Faber-Hoesdorff (1908-1998)
- Marie-Paule Feiereisen (1955)
- Odile Feltes-Gaillard (1915-1999)
- Eugène Ferron (1840-1903)
- Jean de la Fontaine (1952)
- Solange Frégnac (1905-1989)
- Thérèse Frégnac (1907-1972)
- Jean-Baptiste Fresez (1800-1867)
- Camille Frieden (1914-1998)
- Prosper Friob (1902-1995)
- Marc Frising (1960)
- Charles Funck-Hellet (1883-1976)

## G
- Roger Gerson (1913-1966)
- François Gillen (1914-1997)
- Therese Glaesener-Hartmann (1858-1923)
- Félix Glatz (1894-1953)
- Jean-Pierre Gleis (1889-1965)
- Jean Goedert (1943-1998)
- Edmond Goergen (1914-2000)
- Gust Graas (1924-2020)
- Nina Grach-Jascinsky (1903-1983)
- Josy Greisen (1916-2001)
- Joseph Grosbusch (1928-2008)

## H
- Tony Hagen (1924-2008)
- Marc Haller (1954)
- Guy Hary (1957)
- Norbert Hastert (1942)
- Michel Heintz (1944-2013)
- Michel Heiter (1860-1906)
- Franz Heldenstein (1820-1907)
- Lambert Herr (1948)
- Gast Heuschling (1934)
- Ben Heyart (1927-2009)
- Mett Hoffmann (1914-1993)
- Germaine Hoffmann (1930)
- Adrienne d'Huart (1892-1992)
- Ferdinand d'Huart (1858-1919)
- Jean-Pierre Huberty (1870-1897)
- Julien Hübsch (1995)
- Félix Hülsemann (1915-2012)
- Fränz Hulten (1941)

## J
- Jean Jacoby (1891-1936)
- Antoine Jans (1868-1933)
- Victor Jungblut (1914-1993)
- Alphonse Jungers (1872-1947)
- Jean-Pierre Junius (1925-2020)

## K
- Paul Kellen (1881-1918)
- Jemp Ker (1900-1951)
- Théo Kerg (1909-1993)
- Will Kesseler (1899-1983)
- Coryse Kieffer (1928-2000)
- Roger Kieffer (1940-2009)
- Frantz Kinnen (1905-1979)
- Emile Kirscht (1913-1994)
- Nico Klopp (1894-1930)
- Serge Koch (1957)
- Roger Koemptgen (1929-2000)
- Charles Kohl (1929-2016)
- Max Kohn (1954)
- Marie-Thérèse Kolbach (1918-2009)
- Gérarde Konsbrück (1929-2004)
- Carine Kraus (1949)
- Henri Kraus (1943-2024)
- Lou Kreintz (1934-2019)
- Valérie Kuborn (1901-1991)
- Eugène Kurth (1868-1960)
- Joseph Kutter (1894-1941)

## L
- Jean-Pierre Lamboray (1882-1962)
- Dominique Lang (1874-1919)
- Corneille Lentz (1897-1937)
- Julien Lefèvre (1907-1984)
- Nina Lefèvre (1904-1981)
- Jean Leyder (1943)
- Sandra Lieners (1990)
- Nicolas Liez (1809-1892)
- Gaston Linden (1860-1949)
- Patricia Lippert (1956)
- Wil Lofy (1937-2021)
- Jean Logeling (1868-1930)
- Catherine Lorent (1977)
- Jeannot Lunkes (1946)
- Simone Lutgen (1906-1994)
- Isabelle Lutz (1957)
- Narce Lutz (1925-1984)
- Thierry Lutz (1963)

## M
- Ger Maas (1931-2020)
- Pierre Maas (1902-1993)
- François-Joseph Maisonnet (1791-1826)
- Pierre Maisonnet (1755-1827)
- Pierre-Joseph Maisonnet (1783-1823)
- Emile Majerus (1894-1960)
- Michel Majerus (1967-2002)
- Tung-Wen Margue (1959)
- Filip Markiewicz (1980)
- Paul Masui-Castrique (1888-1981)
- Ferd Medinger (1927-2001)
- Hélène Meer (1905-1990)
- Carin Meyers (1899-1960)
- Josy Meyers (1904-1970)
- Roger Meyrath (1915-2009)
- Jean Mich (1871-1932)
- Gast Michels (1954-2013)
- Guy Michels (1947)
- Jemp Michels (1906-1989)
- Christiane Modert (1958)
- Eugène Mousset (1877-1941)
- Iva Mrázková (1964)

## N
- Irène Nadler (1921)
- Ota Nalezinek (1930-2022)
- Dani Neumann (1966)
- Jean Neumanns (1888-1973)
- Moritz Ney (1947)
- Alphonse Nies (1924-1992)
- Jean Noerdinger (1895-1963)

## O
- Guido Oppenheim (1862-1942)
- Joseph Oth (1877-1955)

## P
- Anne Pescatore (1842-1933)
- Françoise Pescatore (1877-1954)
- Gaston Picard (1926-2018)
- Charles de Pidoll (1847-1901)
- Paul de Pidoll (1882-1954)
- Hary Poos (1896-1982)
- Émile Probst (1913-2004)
- Joseph Probst (1911-1997)
- Dany Prum (1965)

## R
- Henri Rabinger (1895-1966)
- Jean-Pierre Raus (1863-1933)
- Anna Recker (1949)
- Marc Henri Reckinger (1940-2023)
- Mathias Reckinger (1899-1976)
- Yola Reding (1927)
- Paul Reichling (1914-1977)
- Yvon Reinard (1956)
- Charles Reinertz (1944)
- Jeanne Reuter (1884-1965)
- Sonja Roef (1952)
- Roger Roemer (1921-2007)
- Paul Roettgers (1937)
- Franz Ruf (1949)
- Michel Runau (1874-1909)

## S
- Jean-Claude Salvi (1957)
- Doris Sander (1958)
- Jean Schaack (1895-1959)
- Roland Schauls (1953)
- Guill Schmitz (1926-1987)
- Marie-Paule Schroeder (1956)
- Frantz Seimetz (1858-1934)
- Guillaume Serrig (1892-1969)
- Michel Sinner (1826-1882)
- Vanna Solofrizzo (1930)
- Rafael Springer (1958)
- Alfred Steinmetzer (1918-2007)
- Léon Steffen (1868-1920)
- Roger Steffen (1924-1997)
- Michel Stoffel (1903-1963)
- Arno Stoffels (1908-1976)
- Armand Strainchamps (1955-2023)
- Joseph-Germain Strock (1865-1923)
- Jacques Sturm (1807-1844)
- Joseph Sünnen (1894-1969)

## T
- Lé Tanson (1914-1999)
- Lou Theisen (1914-1995)
- Édouard Thibold (1925-2001)
- Jang Thill (1913-1984)
- Jean-Pierre Thilmany (1904-1996)
- Nico Thurm (1938)
- Alphonse Thyes (1830-1914)
- André Thyes (1867-1952)
- Marguerite Thyes (1862-1920)
- Sylvie-Anne Thyes (1946)
- Marcel Thill (1925-1975)
- Foni Tissen (1909-1975)
- Marie-Pierre Trauden-Thill (1955)
- Auguste Trémont (1892-1980)

## U
- Lily Unden (1908-1989)
- Arthur Unger (1932-2024)

## V
- Ann Vinck (1953)
- Joachim van der Vlugt (1970)

## W
- Alexis Wagner (1929-1987)
- Barbara Wagner (1969)
- Édouard-Marie Weber
- Raymond Weiland (1944)
- Robert Weimerskirch (1923-2015)
- Annette Weiwers-Probst (1950)
- Benedicte Weis (1949)
- Sosthène Weis (1872-1941)
- Gab Weis (1926-1994)
- Ernest Werling (1851-1916)
- Auguste van Werveke (1866-1927)
- Michel Weyler (1851-1926)
- Paul Wigreux (1880-1960)
- Germaine Wilmes (1937-2014)
- Auguste Wirion (1864-1940)
- Luc Wolff (1954)
- Ernest Wurth (1901-1976)
- Hubert Wurth (1952)

## Z
- Gustave Zanter (1916-2001)
- Jacques Zenner (1908-1975)
- Jean Zens (1832-1916)